# Inés María Cornejo Portugal
Inés Cornejo Portugal es profesora e investigadora adscrita a la Universidad Autónoma Metropolitana, unidad Cuajimalpa, de la Ciudad de México y miembro del Sistema Nacional de Investigadores. Es conocida por ser una de las precursoras de la comunicación intercultural a partir de su trabajo sobre la radio cultural indigenista en México y las prácticas culturales al interior de los centros comerciales, por su obra El lugar de los encuentros: comunicación y cultura en un centro comercial.

## Formación
Es Maestra en Comunicación por la Universidad Iberoamericana (UIA) y socióloga por la Universidad Católica del Perú (Lima, Perú). Doctora en Ciencias Políticas y Sociales por la Universidad Nacional Autónoma de México (UNAM).

## Trayectoria
Cornejo escribe principalmente sobre comunicación intercultural, migración y salud en zonas indígenas y campesinas.
A finales de los años 80 comenzó a trabajar en la radio transmitida en lenguas indígenas. Principalmente en hogares de la zona maya yucateca. 
De 1991 a 2010 fue académica de tiempo completo del Departamento de Comunicación de la Universidad Iberoamericana. Donde fue coordinadora de Posgrado entre 1991 y 1994.

## Líneas de investigación
Entre 2008 y 2009 desarrolló en el sur de la Península de Yucatán, México, y en San Francisco, California, la investigación titulada: La "otra" ruta maya: migración y salud. Financiada por el Programa IMSA, de la Universidad de California (USA).
Durante 2011 y 2012 elaboró el trabajo de investigación titulado: "Documental sonoro como factor de registro, promoción y acceso a a información básica sobre atención a la salud entre mayas yucatecos" promovido por el Programa de Investigación Interdisciplinaria.

## Publicaciones
Ha escrito y colaborado en publicaciones como:
- Apuntes para una historia en la radio indigenista en México (2002)[11].
- El lugar de los encuentros: comunicación y cultura en un centro comercial (2007)[3].
- Investigar la comunicación en el México de hoy (2011)[12].
- Culturas en comunicación: entre la vocación intercultural y las tecnologías de la información (2017)[13].
- Juventud rural y migración maya hablante (2017)[14].
- Prójimos: prácticas de investigación desde la horizontalidad (2019)[15].
- Horizontalidad: hacia una crítica de la metodología (2019)[16].